# 梯形菱形十二面體
在幾何學中，梯形菱形十二面體是一種凸十二面體，由六個菱形和六個等腰梯形所組成，並形成三種不同的頂點，其對偶多面體為同相雙三角台塔，因此梯形菱形十二面體可以視為經過一次康威變換的詹森多面體。
梯形菱形十二面體具有D3h的對稱性，並且能獨立完成堆砌，即可以完全填充（密鋪）整個空間。

## 結構
此多面體可以通過拉高正六角柱，並切割頂部和底部產生三個角而構成。梯形表示原來正六角柱的邊，6個菱形則代表頂部和底部的切割結果。

## 空間填充
在三維歐幾里得空間中，梯形菱形十二面體可以獨立填充空間，形成梯形菱形十二面體堆砌，可利用平移與複製梯形菱形十二面體來構造。每一「層」可以視為正六邊形鑲嵌或菱形鑲嵌，然後交替層通過將它們的中心旋轉每個多面體使菱形面搭配起來連接。

## 外部連結
- VRML model  （页面存档备份，存于）